# Podiscodesmus carinatus
Podiscodesmus carinatus är en mångfotingart som beskrevs av Loomis 1941. Podiscodesmus carinatus ingår i släktet Podiscodesmus och familjen Chelodesmidae. Inga underarter finns listade i Catalogue of Life.